# Seventeen (組合)
SEVENTEEN（： Se Beun Tin，日语： Se Bun Tīn）為韓國Pledis娛樂於2015年推出的十三人男子音樂團體，團體有「Hiphop Team」、「Vocal Team」、「Performance Team」三個小分隊 ，以及BSS（夫碩顺）、JxW、HxW三個子團體。
成員包括韓國籍S.COUPS、JEONGHAN、HOSHI、WONWOO、WOOZI、DK、MINGYU、SEUNGKWAN、DINO，美籍韓裔JOSHUA，美韓雙籍VERNON，以及中國籍JUN和THE 8。由S.COUPS擔任總隊長及Hiphop Team隊長，WOOZI擔任Vocal Team隊長，HOSHI擔任Performance Team隊長，除此之外還有三個子團體，由DK擔任隊長的夫碩顺，由DINO擔任非隊長的JEONGHAN和WONWOO組成的JxW（或稱JEONGHANxWONWOO），以及由HOSHI和WOOZI組成的HxW（或稱HOSHIxWOOZI）。
2015年5月26日透過練習生生活紀錄節目《小綠屋》實境節目《SEVENTEEN Project：出道大作戰》第七集出道Showcase正式出道，並於5月26日發行首張迷你專輯《17 Carat》，主打曲為〈Adore U（아낀다）〉。由於成員參與每一張專輯的編曲作曲、作詞和編舞、自家綜藝、MV拍攝剪輯而獲得「自給自足偶像（자체제작 아이돌）」的稱號。

## 官方設定
團體名字「SEVENTEEN」寓意為「13名成員+3個分隊+1個整體」，問候語（打招呼口號）為「Say the name, SEVENTEEN」，同時左手比1，右手比7，並將兩手向前伸再彎曲交疊。
2016年2月14日，公開官方粉絲名稱「CARAT克拉（캐럿）」取自於鑽石的質量單位，比喻SEVENTEEN是像鑽石一樣閃耀的存在，隨著CARAT的數量增加SEVENTEEN的價值也越高。2016年10月4日，公開官方應援色為「玫瑰石英粉」（彩通13-1520）與「寧靜藍」（彩通15-3919）。玫瑰石英粉是暖和且柔軟的，而寧靜藍則是沉靜、平穩的，用來描述SEVENTEEN的溫暖及清澈。
SEVENTEEN成員按照年紀排序，有各自的編號，按照順序為S.COUPS、JEONGHAN、JOSHUA、JUN、HOSHI、WONWOO、WOOZI、THE 8、MINGYU、DK、SEUNGKWAN、VERNON、DINO。其中，1997年生的三位成員裡THE 8的藝名中含有8，並且其喜歡數字8，所以將原本的年齡順序DK、MINGYU、THE 8換成了應援順序THE 8、MINGYU、DK，此編號方便參加需要直播的音樂放送等節目時，能夠快速點名，確認成員是否到位，除此之外歌曲應援詞包含成員名字的部分，也都使用這個順序，(也有的時候不會用應援順序)。

## 成員
- 總隊長為S.COUPS(粗斜體)，粗體為小分隊隊長，粗體底線為子團體隊長

| 成員列表                       | 成員列表                                        | 成員列表                                | 成員列表                                           | 成員列表                                           | 成員列表    | 成員列表 | 成員列表 | 成員列表 |
| 藝名                           | 本名                                            | 出生日期 出生地點                       | 國籍                                               | 學歷                                               | 分隊        | 子團體   | 子團體   | 子團體   |
| 藝名                           | 本名                                            | 出生日期 出生地點                       | 國籍                                               | 學歷                                               | 分隊        | 夫碩順   | JxW      | HxW      |
| ------------------------------ | ----------------------------------------------- | --------------------------------------- | -------------------------------------------------- | -------------------------------------------------- | ----------- | -------- | -------- | -------- |
| S.COUPS 에스쿱스 / エス.クプス | 崔勝哲 최승철 / Choi Seung Cheol                | 1995年8月8日 · 大邱廣域市達西區上仁洞   |                                                    | 安養大學經營學系 碩博士統合課程（在學）            | Hip-Hop     |          |          |          |
| JEONGHAN 정한 / ジョンハン     | 尹淨漢 윤정한 / Yoon Jeong Han                  | 1995年10月4日 · 首爾特別市江北區彌阿洞  | 安養大學經營學系 碩博士統合課程（在學）            | Vocal                                              |             |          |          |          |
| JOSHUA 조슈아 / ジョシュア     | 洪知秀 홍지수 / Hong Ji Soo Joshua Jisoo Hong   | 1995年12月30日 · 美国加利福尼亚州洛杉磯 | 美国                                               | Downtown Magnets High School（畢業）               | Vocal       |          |          |          |
| JUN 준 / ジュン                | 文俊輝 문준휘 / Wén Jùn Huī                     | 1996年6月10日 · 中国廣東省深圳市        | 中国                                               | 布吉高級中學（畢業）                               | Performance |          |          |          |
| HOSHI 호시 / ホシ              | 權順榮 권순영 / Kwon Soon Young                 | 1996年6月15日 · 京畿道河南市            |                                                    | 漢陽大學未來人才教育院 實用音樂課程(K-POP)（在學） | Performance |          |          |          |
| WONWOO 원우 / ウォヌ           | 全圓佑 전원우 / Jeon Won Woo                    | 1996年7月17日 · 慶尚南道昌原市八龍洞    | 漢陽大學未來人才教育院 實用音樂課程(K-POP)（在學） | Hip-Hop                                            |             |          |          |          |
| WOOZI 우지 / ウジ              | 李知勳 이지훈 / Lee Ji Hun                      | 1996年11月22日 · 釜山廣域市水營區廣安洞 | 安養大學經營學系 碩博士統合課程（在學）            | Vocal                                              |             |          |          |          |
| DK 도겸 / ドギョム             | 李碩珉 이석민 / Lee Seok Min                    | 1997年2月18日 · 首爾特別市麻浦區        | 首爾公演藝術高中 實用舞蹈科（畢業）                | Vocal                                              |             |          |          |          |
| MINGYU 민규 / ミンギュ         | 金珉奎 김민규 / Kim Min Gyu                     | 1997年4月6日 · 京畿道安養市冠陽洞       | 東亞放送藝術大學 放送演藝系 K-POP專業（在學）      | Hip-Hop                                            |             |          |          |          |
| THE 8 디에잇 / ディエイト      | 徐明浩 서명호 / Xú Míng Hào                     | 1997年11月7日 · 中国遼寧省海城市        | 中国                                               | 北京現代音樂研修學院 現代歌舞學系（畢業）          | Performance |          |          |          |
| SEUNGKWAN 승관 / スングァン    | 夫勝寛 부승관 / Boo Seung Kwan                  | 1998年1月16日 · 釜山廣域市              |                                                    | 首爾放送高中 放送演藝科（畢業）                    | Vocal       |          |          |          |
| VERNON 버논 / バーノン         | 崔瀚率 최한솔 / Chwe Han Sol Hansol Vernon Chwe | 1998年2月18日 · 美国紐約州紐約市曼哈頓  | · 美国                                             | 滄川中學校（停學）                                 | Hip-Hop     |          |          |          |
| DINO 디노 / ディノ             | 李燦 이찬 / Lee Chan                            | 1999年2月11日 · 全羅北道益山市          |                                                    | 首爾放送高中 放送內容科（畢業）                    | Performance |          |          |          |

### 成員活動情况
| 成員      | 登記名稱                     | 登記編號 | 曲目列表 |
| --------- | ---------------------------- | -------- | -------- |
| S.COUPS   | 에스쿱스 / 최승철            | 10009925 | [ 11 ]   |
| JEONGHAN  | 윤정한                       | 10015286 | [ 12 ]   |
| JOSHUA    | 조슈아 / 홍지수              | 10017315 | [ 13 ]   |
| JUN       | 준 / 문준휘 / WEN JUNHUI     | 10013921 | [ 14 ]   |
| HOSHI     | 호시 / 권순영                | 10009929 | [ 15 ]   |
| WONWOO    | 전원우                       | 10009927 | [ 16 ]   |
| WOOZI     | 우지 / 이지훈                | 10009926 | [ 17 ]   |
| DK        | 도겸 / 이석민                | 10012310 | [ 18 ]   |
| MINGYU    | 민규 / 김민규                | 10009931 | [ 19 ]   |
| THE 8     | 디에잇 / 서명호 / XU MINGHAO | 10013922 | [ 20 ]   |
| SEUNGKWAN | 부승관                       | 10012321 | [ 21 ]   |
| VERNON    | 버논 / 최한솔                | 10009930 | [ 22 ]   |
| DINO      | 디노 / 이찬                  | 10009928 | [ 23 ]   |

| 成員  | 登記名稱 |
| ----- | -------- |
| JUN   | 문준휘   |
| HOSHI | 권순영   |
| THE 8 | 서명호   |
| DINO  | 이찬     |

### 出道前預備成員
- 張道允（장도윤）：1995年8月31日出生，國籍韓國。現經紀公司JB Entertainment，於2013年演員出道，現以演員身分活動中。已於2018年入伍。
- 姚明明（요명명）：1997年1月5日出生，國籍中國。曾參加MIXNINE獲得第10名，其後加入J&B娛樂旗下男子組合BLK，組合解散後簽約古天樂旗下公司天加一文化，並參加中國選秀節目青春有你以第三名出道，成為UNINE一員。
- 申東振（신동진）：2000年8月19日出生，國籍韓國。現為經紀公司Eleven Nine Entertainment旗下1109boys成員之一，正在准备出道中。
- Samuel（金塞繆爾、김사무엘）：2002年1月17日出生於美國，為韓國、西班牙混血兒。當時因年齡太小和顧及學業而退出。其後加入經紀公司為Brave娛樂，曾以1PUNCH出道（藝名為「PUNCH」），其後以本名參加PRODUCE 101 第二季，於2017年8月2日更改藝名為「Samuel」作個人單飛出道。2019年與Brave娛樂發生合約糾紛，現正計劃設立個人企劃公司。

## 經歷

### 出道前
在出道前，成員已經進行了多樣化的活動。其中中國籍成員JUN以本名文俊輝在童星時期出演了2007年電影《野·良犬》、2010年電影《葉問前傳》等多部影視作品，其中《野·良犬》榮獲2007年香港電影導演會年度大獎「年度新晉演員銀獎」並入圍2008年第27屆香港電影金像獎「最佳新演員」最後五強，作為童星受到歡迎。
在2012年SEVENTEEN正式定名前，團體成員與NU'EST成員、張道允等公司其他男練習生合稱「Pledis Boys」，並以此名義出演出了許多活動。2011年，崔勝哲與NU'EST出演了After School分隊After School Blue出道曲〈Wonder Boy〉的MV及伴舞，又與NU'EST、PRISTIN的施妍及其他Pledis練習生們一同出演Pledis的家族專輯《Happy Pledis 2012》的收錄曲〈LOVE LETTER〉的MV及現場演出。在年末SBS歌謠大戰中，崔勝哲與NU'EST等Pledis練習生們也一起於After School的舞台上演出。
2012年，崔勝哲、權順榮、全圓佑、李知勳、金珉奎則出演了NU'EST的出道曲〈FACE〉的MV，權順榮、全圓佑、李知勳、金珉奎也出演了Hello Venus的出道曲〈Venus〉的MV。另外，崔勝哲亦參與了橙子焦糖的正規一輯《LIPSTICK》收錄曲〈Superwoman〉的Featuring。
2013年起，Pledis娛樂在網路個人電視伺服器Ustream上，依季別播放《SEVENTEEN TV》，讓SEVENTEEN預備成員們出演，與粉絲雙方面交流。在年末SBS歌謠大戰上，崔勝哲、權順榮、全圓佑、李碩珉、崔瀚率、張道允共同出演Hello Venus的舞台。
2014年，全圓佑、金珉奎與PRISTIN隊長娜榮擔任了San E和Raina的合作單曲〈한여름밤의 꿀（A midsummer night's sweetness）〉的伴舞，崔勝哲、文俊輝、權順榮、全圓佑、金珉奎、崔瀚率也出演了年末KBS歌謠盛典中San E和Raina的舞台。同年，金珉奎與After School成員佳恩出演了桂範洙的迷你二輯《24》的主打歌〈28.5〉的MV；崔瀚率則固定出演MBC的綜藝節目《Hello!異鄉人》。

### 2015年

#### 出道
4月15日，MBC Music告知確定播出《SEVENTEEN PROJECT：出道大作戰（데뷔 대작전）》，首次公開SEVENTEEN出道。4月20日起，依照 S.COUPS、淨漢、HOSHI、THE 8、VERNON、WOOZI、珉奎、DK、圓佑、JUN、勝寛、DINO、JOSHUA的順序公開了個人出道預告影片。
5月2日，實境節目《SEVENTEEN PROJECT：出道大作戰》首播，節目中成員們執行各項任務，接受評審委員與大眾的審視，與成員間進行磨合與成長，並預計於5月26日出道。

#### 迷你一輯《17 CARAT》
5月29日，第一張迷你專輯《17 CARAT》發行，主打歌為〈Adore U（아낀다）〉。出道專輯由WOOZI以及PJR Entertainment的桂範洙（BUMZU）擔任製作人，而S.COUPS、圓佑、珉奎、VERNON則參與了唱片作詞的製作。
5月26日起5天間，SEVENTEEN於MBC Music《SEVENTEEN PROJECT：出道大作戰》第七集Debut Showcase、MBC Music《Show Champion》、Mnet《M! Countdown》、KBS2《Music Bank》及SBS《人氣歌謠》逐次亮相出道舞台。
在公開發行的一星期內，出道專輯《17 CARAT》就取得美國Billboard的「世界專輯榜」第九位。

#### 迷你二輯《BOYS BE》
9月10日，第二張迷你專輯《BOYS BE》發行，主打歌為〈MANSAE（만세）〉。專輯同樣由WOOZI和桂範洙擔任製作人，S.COUPS、圓佑、珉奎、Vernon、Dino參與作詞。
迷你二輯《BOYS BE》同樣取得佳績，於9月23日取得美國Billboard的「世界專輯榜」第一位。同年10月31日入選Billboard《21 Under 21（21名21歲以下熱門藝人)》第18名。
12月10日，Gaon Chart公開了男子偶像團專輯銷量，SEVENTEEN位列第8，是前十名中唯一一支新人團隊。

#### 首場演唱會《LIKE SEVENTEEN – Boys Wish》
12月24至26日，SEVENTEEN於首爾龍山區梨泰院洞龍山ART HALL舉辦共四場的單獨演唱會《LIKE SEVENTEEN – Boys Wish》，門票在開售一分鐘後就全部售罄，證明了SEVENTEEN的高人氣。翌年2月13至14日，SEVENTEEN於首爾松坡區SK奧林匹克手球館舉行安可演唱會，共7,000席的門票亦在5分鐘之內售罄，並在2月14日演出當天宣布官方粉絲名確定為「캐럿（CARAT）」。

### 2016年
1月11日，Gaon Chart公開2015年「專輯銷量榜」，SEVENTEEN去年所發行的專輯，專輯銷量逾17萬張。當中迷你一輯《17 CARAT》的總銷量是52,738+張，位列全年專輯銷量榜47位；迷你二輯《BOYS BE》以銷量122,784+張位列15位，亦是新人團體中銷量最佳的專輯。

#### 正規一輯《LOVE & LETTER》、出道初一位
4月25日，正規一輯《LOVE & LETTER》發行，主打歌為〈Pretty U（예쁘다）〉。專輯首周銷量為132,402+張，位列4月份Gaon Chart專輯銷量第一。
5月4日，SEVENTEEN於MBC Music《Show Champion》以〈Pretty U（예쁘다）〉奪得出道以來首個音樂節目一位。11日再次於《Show Champion》奪得一位，蟬聯兩週冠軍。5月14日，美國Billboard公佈《LOVE & LETTER》為世界專輯榜單第六名。

#### 正規改版一輯《LOVE & LETTER（重裝版）》
6月15日，Pledis娛樂發表公告，表示圓佑因健康因素將暫停活動休息，因此改版專輯的活動會暫時以12人形式進行。
7月4日，正規改版一輯《LOVE & LETTER（重裝版）》發行，主打歌為〈VERY NICE（아주 NICE）〉，新曲在多個音樂排行榜的即時榜上拿下冠軍。 專輯首月銷量為89,311+張，位列7月份Gaon Chart專輯銷量第一。

#### 單獨演唱會《LIKE SEVENTEEN – Shining Diamond》
7月30日至31日，SEVENTEEN舉行《LIKE SEVENTEEN – Shining Diamond》單獨演唱會，以「Sweet & Dark」為概念進行演出，每次演出均展現不同面貌與趣味，透過演唱會展現出這一年來的努力成果，因健康因素暫停活動的圓佑也開始回歸團體行程。
10月6日，是SEVENTEEN出道500日的日子，並在當日宣佈官方應援色為 Rose Quartz（玫瑰石英粉） X Serenity（寧靜藍）。

#### 迷你三輯《Going Seventeen》
12月5日，第三張迷你專輯《Going Seventeen》發行，主打歌為〈BOOMBOOM（붐붐）〉，即日成功打入所有音源榜的前5位置。專輯首週銷量為131,998+張，成為首週專輯銷量最多的第11名，同時取得美國Billboard的「世界專輯榜」第三位，主打曲亦打入「數位歌曲榜」第五位。
12月14日，SEVENTEEN 3rd Mini Album「Going Seventeen」於Oricon週間CD專輯排名位居第4名、週間洋樂專輯排名獲得第1位。
12月15及16日，〈BOOMBOOM（붐붐）〉奪得Mnet《M Countdown》與KBS2《Music Bank》冠軍歌曲，12月21日，奪得MBC Music《Show Champion》冠軍歌曲，成為SEVENTEEN自出道以來首支在韓國三大電視台的音樂節目取得一位的三冠歌曲。
12月22日，迷你三輯《Going Seventeen》获美國Billboard評論家评选为《2016十大最佳K-POP專輯》第八名。 翌年1月9日，专辑首月銷量逾22萬，位列12月份Gaon Chart專輯銷量第二，並成为排行榜上第十四位銷量破20萬的歌手。

### 2017年
1月13日，Gaon Chart公開2016年「專輯銷量榜」，SEVENTEEN去年所發行的專輯，專輯銷量逾50萬張。當中迷你三輯《Going Seventeen》的總銷量是223,973張，位列全年專輯銷量榜11位；正規一輯《LOVE & LETTER》以銷量191,122張位列12位；正規改版一輯《LOVE & LETTER（重裝版）》以銷量98,420張位列26位。
1月18日，I.O.I 的告別單曲〈Downpour（소나기）〉發布，此曲由WOOZI參與作曲並親自填詞。
1月30日播出的第13屆《MBC偶像明星運動會》，親自為改版〈手拉手〉編制熱身舞。
2月15日始動的首次日本巡迴演唱會《17 JAPAN CONCERT 'Say the name SEVENTEEN'》，舉辦神戶4場、東京2場，6場公演合計動員5萬人。

#### 迷你四輯《Al1》
5月23日，第四張迷你專輯《Al1》發行，主打歌為〈Don't Wanna Cry（울고 싶지 않아）〉。專輯首周銷量為192,399+張，並成功打入Hanteo首週銷量排行榜第10名，僅次於EXO、防彈少年團以及GOT7。截至5月底，Gaon Chart銷量已突破259,364+張，位列5月份Gaon Chart專輯銷量第一。
迷你四輯《Al1》於發行首週後登上美國Billboard告示牌《World Album Chart（世界專輯榜）》第2名、Billboard《Heatseekers Album》第10名；主打歌〈Don't Wanna Cry（울고싶지않아）〉亦登上了Billboard《World Digital Song Chart（世界數位歌曲榜）》第3名。
5月30日至6月15日，以〈Don't Wanna Cry（울고 싶지 않아）〉奪得SBS MTV《THE SHOW》、KBS2《Music Bank》、MBC Music《Show Champion》冠軍歌曲、Mnet《M! Countdown》冠軍歌曲。

#### 首次世界巡演《2017 SEVENTEEN 1ST WORLD TOUR 'DIAMOND EDGE'》
7月14日至16日，SEVENTEEN在可容納10萬人的韓國首爾蠶室綜合運動場連續舉辦3場演唱會，由此拉開序幕。第二站於7月26日至27日在日本埼玉超級競技場舉辦，隨後更是在僅隔一年便再次巡遊香港。此次世界巡迴演唱會《2017 SEVENTEEN 1ST WORLD TOUR 'DIAMOND EDGE'》 於14都市展開巡演，共動員20萬人，其中日本7月的2場公演更是達到6萬人超滿員盛況。

#### 合作
8月16日，Vernon與M.O.L.A成員發布〈CHILLIN'〉5M.O.L.As版本，並加入由5位來自不同經紀公司和團體的成員組成的音樂創作團體M.O.L.A。

#### 2017 SEVENTEEN PROJECT
2017 SEVENTEEN PROJECT為延續迷你四輯《Al1》的系列企劃，將每週公開一首單曲MV。 由三位分隊隊長帶頭，於9月25日首先公開單曲MV〈CHANGE UP〉，於10月2日接續公開Hip-hop Team之單曲MV〈TRAUMA〉，於9日公開Performance Team之單曲MV〈十三月的舞（13월의 춤）〉，於16日公開Vocal Team之單曲MV〈바람개비（Pinwheel）〉。

#### 正規二輯《TEEN, AGE》
11月6日，第二張正規專輯《TEEN, AGE》發行，主打歌為〈CLAP（박수）〉。 專輯首周銷量突破215,669+張，獲得11月第二周周榜冠軍，並刷新自身紀錄。截至11月底，Gaon Chart銷量已突破332,031+張，位列11月份Gaon Chart專輯銷量第二。
正規二輯《TEEN, AGE》於發行首週登上美國Billboard《World Album Chart（世界專輯榜）》第1名、《Heatseekers Albums chart》第8位；主打歌〈CLAP（박수）〉也登上Billboard《World Digital Song Chart（世界數位歌曲榜）》第4位，而收錄曲〈CHANGE UP〉、〈TRAUMA〉、〈Lilili Yabbay（13월의 춤）〉也分別獲得該榜第12、15和20位。
11月15日，〈CLAP（박수）〉奪得MBC Music《Show Champion》冠軍歌曲。11月17日，〈CLAP（박수）〉奪得KBS2《Music Bank》冠軍歌曲。
12月12日，在正規二輯《TEEN, AGE》的宣傳活動結束後，Pledis娛樂發布公告，表示THE 8因專注於腰傷治療將暫停活動。

### 2018年
1月13日，Gaon Chart公開2017年「專輯銷量榜」，SEVENTEEN去年所發行的專輯，專輯銷量近69萬張。當中迷你四輯《Al1》總銷量為331,888張，位列全年專輯銷量榜11位；正規二輯《TEEN, AGE》以銷量357,296張位列9位。
2月2日至3日舉辦第二次粉絲見面會《SEVENTEEN in CARAT LAND》，去年12月因腰傷中斷活動的THE 8也開始參與團體行程。

#### 正規二輯改版《DIRECTOR'S CUT》
2月5日，第二張正規改版專輯《DIRECTOR'S CUT》發行，主打歌為〈THANKS（고맙다）〉。第二張正規專輯改版《DIRECTOR'S CUT》於發行首週登上美國Billboard《World Album Chart（世界專輯榜）》第2名、《Heatseekers Albums chart》第2位；更在29個國家登上《iTunes Albums chart》第1名。

#### 第2次日本巡演《SEVENTEEN 2018 JAPAN ARENA TOUR 'SVT'》
2月21日，今回於日本開催的巡迴演唱會『SEVENTEEN 2018 JAPAN ARENA TOUR 'SVT'』將在橫濱、大阪、名古屋舉辦，同時也進行開催《SEVENTEEN JAPAN OFFICIAL FANCLUB MEETING 'CARAT CAMP'》，6日間動員約10萬多人次。

#### 日本出道『WE MAKE YOU』
2月22日，於2018《SEVENTEEN JAPAN ARENA TOUR 'SVT'》橫濱場上宣佈將會在日本正式出道的消息，並表示會於5月30日發行首張原創日文迷你專輯《WE MAKE YOU》出道，主打歌為〈CALL CALL CALL!〉。

#### 首個特別小分隊夫碩順
2月2日、3日，於2018 'CARAT' 2nd Fan Meeting《SEVENTEEN in CARAT LAND》中與Hoshi、DK、勝寛組成的特別小分隊夫碩順，第一次公開〈Just do it (거침없이)〉。
3月13日，公開概念照及成員照。3月15日，公開單曲封面照。
3月21日，夫碩順正式出道，並發行數碼單曲〈Just do it（거침없이）〉。

#### 首次亞洲巡演《2018 SEVENTEEN CONCERT ‘IDEAL CUT’》
5月21日，SEVENTEEN經由Melon Ticket開賣演唱會《2018 SEVENTEEN Concert ‘IDEAL CUT’ in SEOUL》的門票，結果吸引超過46萬人上線搶票。5月28日下午，公司透過SEVENTEEN官方SNS宣布演唱會將於6月28日加開一場，並於21日晚開始會員預售。
6月28日至7月1日，SEVENTEEN於首爾蠶室室內體育館舉行為期4日，分別以「The Scene」、「H Cut」、「V Cut」、「P Cut」作主題的個人演唱會。
成員Vernon於6月29日「H Cut」演唱會中腳部不慎受傷，在其後舞台將坐著表演並缺席部份舞台。
8月31日，SEVENTEEN於香港亞洲國際博覽館舉行了《2018 SEVENTEEN Concert ‘IDEAL CUT’ in Hong Kong》。這也是SEVENTEEN第一次在舞台上表演第五張迷你專輯《You Make My Day》台灣版專輯里的中文主打歌〈怎麼辦 (Oh My!)〉。
《SEVENTEEN Concert 'IDEAL CUT' in Japan》原定於9月4日至6日舉辦的演唱會因門票在粉絲團內預售後呈現緊缺狀態，之後官方宣布在9月8日和9日加場，5天在日本的演唱会共吸引了约12萬名觀眾到場支持。
9月16日，SEVENTEEN於印度尼西亞雅加達的Indonesia Convention Exhibition举行了《2018 SEVENTEEN Concert 'IDEAL CUT' in Jakarta》。
9月21日，SEVENTEEN於新加坡室内體育館舉行了《2018 SEVENTEEN Concert 'IDEAL CUT' in Singapore》，这也是自SEVENTEEN第一次亞洲巡迴演唱會《SEVENTEEN 1st Asia Tour 2016 'Shining Diamond'》和第一次世界巡迴演唱會《SEVENTEEN 1st World Tour ‘Diamond Edge’》後，第三次到新加坡舉行演唱會。
9月23日，SEVENTEEN於馬來西亞吉隆坡的MIECC舉行了《2018 SEVENTEEN Concert 'IDEAL CUT' in Kuala Lumpur》。
9月29日，SEVENTEEN於菲律賓馬尼拉的Mall of Asia Arena舉行了《2018 SEVENTEEN Concert 'IDEAL CUT' in Manila》。
10月6日和7日，SEVENTEEN於台灣台北的新莊體育館舉行連續兩天的《2018 SEVENTEEN Concert 'IDEAL CUT' in Taipei》，是這次海外巡迴的終點站，也是海外除了日本以外唯一舉行超過一場的國家，吸引萬人到場。

#### 迷你五輯《YOU MAKE MY DAY》
7月1日，於2018《SEVENTEEN IDEAL CUT CONCERT》第四場首爾場演唱會「P Cut」結尾時，突襲公開第五張迷你專輯《YOU MAKE MY DAY》的預告影片，並表示將於7月16日正式回歸。
7月16日，攜第五張迷你專輯《YOU MAKE MY DAY》以及主打歌〈Oh My!（어쩌나）〉正式回歸。成員Vernon在此前的演唱會中腳部不慎受傷，將進行有限度的舞台並因應健康而缺席部份活動。
10月23日，SEVENTEEN第四張迷你專輯主打歌〈Don't Wanna Cry〉MV觀看次數突破一億，成為SEVENTEEN首支破億MV。

#### 《2018 SEVENTEEN CONCERT 'IDEAL CUT'》 The Final Scene in Seoul
11月3日和4日，兩日在首爾開唱安可演唱會，和兩萬五千多名Carat一起為長達五個月的亞洲巡迴演唱會《2018 SEVENTEEN CONCERT-IDEAL CUT》畫下規模耀眼的句點。

### 2019年

#### 迷你六輯《YOU MADE MY DAWN》
1月21日，第六張迷你專輯《YOU MADE MY DAWN》發行，主打歌為〈HOME〉， 發行首週銷量已破了SEVENTEEN的自身記錄，新專輯首週銷量達338,153張，且進入歷年韓國偶像專輯銷量前二十名。2月2日，SEVENTEEN拿下出道以來第一座《音樂中心》冠軍，隔日2月3日，SEVENTEEN再度拿到第一座《人氣歌謠》冠軍，該週也達成韓國五大電視台冠軍大滿貫，同時該座冠軍也是繼公司前輩After School於2009年拿到人氣歌謠冠軍之後，時隔十年Pledis娛樂所屬藝人的第二座人氣歌謠冠軍。主打歌〈HOME〉成功獲得十座冠軍，突破《Don't wanna cry》六座冠軍的記錄。
2月26日，SEVENTEEN榮獲第33屆日本金唱片大獎《New Artist of the Year》及《Best 3 New Artist》。 (亞洲部門)
日本公信榜於12月23日發表的【ORICON年間排行榜2019】的「年間專輯排名」《You Made My Dawn》以累積銷售171,623張取得第20名，以及「年間合算專輯排名」以換算銷售得點：185,983取得第22名。

#### 第3次日本巡演《SEVENTEEN 2019 JAPAN TOUR 'HARU'》
4月，今春開催的日本巡演《SEVENTEEN 2019 JAPAN TOUR 'HARU'》因應大量應募熱列反響，追加21日、27日兩場次，5都市12場公演全部售罄，共動員20萬人。

#### 日本1st Single 『Happy Ending』
6月5日，上個月29日發行的日本單曲「Happy Ending」初動銷售254,877枚，於Oricon本週單曲榜榮獲2位。週間合算榜同時2位取得。特別是發售初日及第二日即達到10萬張以上的超販售記錄，一口氣刷新自身去年發行的出道迷你專輯「WE MAKE YOU」的初動成績（專輯發售時首週的銷售量，預售時所售出的專輯也包含在初動銷量裡）。6月13日，‘Happy Ending’獲日本唱片協會頒發〈白金唱片〉認證。。另外，本張單曲在 Oricon 年間獨立音樂單曲排行榜 2019年度榮獲冠軍。隔年度則取得第19名。

#### 第2次世界巡演《SEVENTEEN WORLD TOUR 'ODE TO YOU'》
6月28日，官方宣布將舉辦第二次世界巡迴演唱會《ODE TO YOU》，於8月末在首爾起跑，並依次公開亞洲、北美、歐洲日程，總計共29場。
8月30日至9月1日，SEVENTEEN時隔2年再開的世界巡演，《SEVENTEEN WORLD TOUR – ODE TO YOU – IN SEOUL》在首爾奧林匹克體操競技場連唱3天，吸引超過3萬9000人入場，並為其世界巡演拉開序幕。

#### 正規三輯《AN ODE》
9月16日，第三張正規專輯《An Ode》發行，主打歌為〈독 : Fear〉，發行首週銷量已破了SEVENTEEN的自身記錄，新專輯首週銷量達700,863張,是今年下半年度的首週最高銷售成績，目前總銷量已突破百萬張，並在AAA頒獎典禮中首次拿到「年度專輯大賞」，另外MAMA頒獎典禮上也拿到了「本賞」和「突破成就獎（Breakthrough Achievement）」，在美國Billboard由音樂製作家們票選的「2020最期待的南韓偶像」調查中拿到第一，2019歌曲進榜周數排南韓第二。《An Ode》於ORICON週間專輯排行獲得冠軍，連續2張作品在此榜單榮獲冠軍。

#### 宣佈首次日本巨蛋巡演
11月11日，在SEVENTEEN日本官方SNS宣布，將於2020年5月在東京巨蛋、大阪巨蛋 、福岡巨蛋舉辦首次日本巨蛋巡迴演唱會《SEVENTEEN 2020 JAPAN DOME TOUR》。
11月18日，官方宣布成員S.COUPS因心理不安症和膝蓋舊傷暫停活動，於2020年3月3日透過vlive直播公告歸隊。
12月20日，成員淨漢因暈眩症接受治療而暫停活動，於2020年1月5日歸隊。

### 2020年

#### 《SEVENTEEN 2020 JAPAN DOME TOUR》追加公演
3月9日，將於5月舉行的日本巨蛋巡迴演唱會《SEVENTEEN 2020 JAPAN DOME TOUR》，因應一般門票於3月8日中午發售時間即全數售罄，故決定追加2場西武巨蛋公演、1場福岡巨蛋公演，在4個城市總共進行8次演唱會。此次巨蛋巡演預計將會吸引35萬名以上觀眾。

#### 取消《Ode To You》世界巡演後續場次及《SEVENTEEN 2020 JAPAN DOME TOUR》日本巨蛋巡演
2月9日，SEVENTEEN於官咖发布公演取消公告：由於受到Covid-19新冠病毒的影响，原計劃在2月和3月举办的《Ode To You》吉隆坡场、台北场、马德里场、巴黎场、伦敦场和柏林场不得不宣布取消。疫情的影響也给第二次世界巡演《Ode To You》提前拉下了帷幕。
4月8日，透過日本官網及公開成員們共同錄製的影片宣布，日本巨蛋巡迴演唱會「SEVENTEEN 2020 JAPAN DOME TOUR」因Covid-19疫情影響而取消。

#### 2nd Single 『舞い落ちる花びら (Fallin' Flower)』
4月6日，日本第2張單曲『舞い落ちる花びら (Fallin' Flower)』發行。初動3日間銷售357,823枚，週間共販售425,873枚，於日本告示牌周榜週間シングル・セールス・チャート“Billboard JAPAN Top Singles Sales”獲得冠軍；4月7日，在Oricon初動銷售334,417枚，並且初次在Oricon單曲榜獲得冠軍在榜登場回數：72週。這張單曲於5月15日獲日本唱片協會頒發〈雙白金唱片〉認證，也在Oricon年間獨立音樂單曲排行榜2020年度上獲得冠軍。

#### 迷你七輯《Heng:garæ》
6月22日，第七張迷你專輯《Heng:garæ》發售，同日主打歌曲MV〈Left & Right〉公開。6月26日，Hanteo榜實時統計顯示該專輯銷量已突破百萬，使得 SEVENTEEN 成為該節點達成2020年初動紀錄第二(1,097,891張)、韓國組合歷代初動紀錄第三的藝人組合，該成績亦打破其自身上一張專輯《An Ode》發行首周超越70萬銷量的紀錄。

#### 日語迷你二輯『24H』
9月14日，日本第二張迷你專輯『24H』，初動3日間銷售253,751枚，當週共販售285,517枚，於日本告示牌2020年9月21日週間アルバム・セールス・チャート“Billboard JAPAN Top Albums Sales”登上冠軍。同時也在Billboard JAPAN 総合チャート「JAPAN HOT Albums」獲得一位；9月17日，於Oricon週間專輯榜以24萬7000枚以上銷售數取得冠軍在榜登場回數：59週。10月9日，這張作品獲日本唱片協會頒發〈白金唱片〉認證。

#### 第二張特別專辑《Semicolon》
10月1日，即将发布第二张特別专辑《; (Semicolon)》 。10月19日，公開主打曲〈Home;run〉，初動銷量932,054張。後於19日專輯銷量突破110萬張，獲得「Double Million Seller」的稱號。11月14日出道2000天。12月25日，由日本公信榜發表的【ORICON年間排行榜2020】，SEVENTEEN在「藝人個別銷售額」部門總計排名中拿下第10名，總銷售金額(單位：百萬元)：3,588（約35.9億元）。【貨幣單位：日圓】調査期間：2019年12月9日～2020年12月13日。

### 2021年
1月7日，登上美國知名深夜脫口秀《The Late Late Show with James Corden》。1月13日，登上知名美國節目《The Kelly Clarkson Show》。
2月5日，公開成員Jun的數位單曲〈乌鸦（Crow）〉。2月14日，公開成員Jun的數位單曲〈寂寞号登机口（Silent Boarding Gate）〉及成員WOOZI為粉絲CARAT所創作的SEVENTEEN特別單曲〈HAPPY BIRTHDAY（태어나줘서 고마워）〉。
4月1日，登上美國知名節目"The Ellen DeGeneres Show"。4月2日，公開成員Hoshi的Mixtape單曲〈Spider〉。4月8日，登上美國YouTube "Recording Academy/Grammys"。4月13日，公开成员THE 8的数位單曲，包括中韩單曲〈Side By Side〉。4月14日，GOING SEVENTEEN 2021開播。
4月29日，首度入圍美國告示牌音樂獎2021的"Top Social Artist"獎項。5月4日，公開成員Jun及THE 8合唱的公益數位單曲〈妈妈的未接来电〉。5月22日，登上美國特別節目See Us Unite for Change。5月24日，SEVENTEEN第四張迷你專輯主打歌〈Don't Wanna Cry〉MV觀看次數突破二億，成為SEVENTEEN首支破二億MV。5月28日，公開成員圓佑及珉奎與LeeHi合作的數位單曲〈Bittersweet (feat. LeeHi) 〉。

#### 3rd Single 『ひとりじゃない (Not Alone)』
4月21日，公開第三張日文單曲《Not Alone（ひとりじゃない）》。4月26日，日本第二張迷你專輯『24H』，初動3日間銷售324,395枚，初週共販售372,913枚，於日本告示牌2021年4月28日公開的週間シングル・セールス・チャート“Top Singles Sales”取得首位。（集計期間：2021年4月19日～4月25日）。4月30日，日本第三張單曲『ひとりじゃない』，於Oricon榜初動31萬5千枚以上，在4月27日發表的Oricon週間單曲表獲一位；5月14日，單曲獲日本唱片協會頒發〈雙白金唱片〉認證。

#### 迷你八輯《Your Choice》
6月18日，第八張迷你專輯《Your Choice》發售，主打歌為〈Ready to love〉，首週初動銷量達1,364,127張。6月29日，第八張迷你專輯《Your Choice》首次登上美國Billboard 200排行榜，位於15名，同時亦為該週銷量排行榜第1名。
7月19日，全員與Pledis娛樂提前完成續約，續約五年。
7月30日，公開JOSHUA, JUN, THE 8, MINGYU, VERNON演唱的 你微笑時很美 中國連續劇 OST 《Warrior 逆燃》。
8月13日，公開WOOZI，DK，SEUNGKWAN演唱的 슬기로운 의사생활 시즌2 機智的醫生生活2 OST 《여전히 아름다운지》。
8月12日，憑藉〈Ready to love〉首度入圍美國MTV音樂錄影帶大獎2021的Best KPOP Video部門獎項。
9月1日，官方公告中國籍成員Jun和THE 8於9月至12月將回到中國活動。在此期間，韓國團體活動以11人體制進行。

#### 迷你九輯《Attacca》
10月22日，第九張迷你專輯《Attacca》發售，主打曲為〈Rock with you〉，首週初動銷量達133萬5,862張。
11月12日，自2015年5月出道後，專輯累計銷量突破了1013萬張。從正規3輯《An Ode》開始，迷你7輯《Heng:garæ》、特別2輯《Semicolon》、迷你8輯《Your Choice》、迷你9輯《Attacca》連續5次創下100萬張以上的銷量。特別是《Attacca》的累計銷量超過200萬張，創下了新的自身最高紀錄。至此，組合連續5次榮登百萬銷量行列，成為2021年連續2次創下百萬銷量的唯一藝人。
12月3日，SEVENTEEN第二張正規專輯主打歌〈CLAP〉MV觀看次數突破一億，成為SEVENTEEN第二支破億MV。

#### Special Single 『あいのちから (Power of Love)』
12月8日，發行首日熱銷107,371張，空降日本ORICON公信榜單日單曲銷售榜冠軍。

### 2022年
1月1日，2021年 Gaon Digital Chart / Gaon 指數3.24億，SEVENTEEN排名第九名。
1月1日，【2021 HANTEO YEARLY CHART】TOP 10 Best-selling Albums，迷你九輯《Attacca》銷售 1,966,060，排名第2名；迷你八輯《Your Choice》銷售 1,412,120張，排名第4名。【Global Chart】《Your Choice》排名第九名，《Attacca》排名第20名。【Music Chart】《Attacca》858.6M stream(串流指數)，排名第6名；《Your Choice》576.6M stream，排名第22名。
1月7日，【2021年 Gaon年度專輯】迷你九輯《Attacca》銷售2,059,073張，排名第4名；迷你八輯《Your Choice》銷售1,462,405張，排名第6名；正規三輯《AN ODE》153,073張，排名第70名。
2月5日，SEVENTEEN首張改版專輯主打歌〈VERY NICE〉MV觀看次數突破一億，成為SEVENTEEN第三支破億MV。
2月24日，國際唱片業協會（IFPI）透過官方推特宣佈「Global Artist Chart 2021」榜單，SEVENTEEN首度進榜TOP10，排名第九。3月2日，國際唱片業協會（IFPI）透過官方推特宣佈「Global Album Sales Chart 2021」榜單，SEVENTEEN分別以迷你九輯《Attacca》排名第3名及迷你八輯《Your Choice》排名第8名。
3月3日，SEVENTEEN首部演唱會紀錄片《SEVENTEEN POWER OF LOVE: THE MOVIE》將在4月於全球各地陸續公開上映。該電影作品收錄了去年舉行的線上演唱會《SEVENTEEN CONCERT 'POWER OF LOVE'》的實況，同時也公開幕後花絮及團員訪談的面貌。
4月15日，發行首支數位英文單曲〈Darl+ing〉，作為正規四輯的先行曲並且收錄於5月推出的正規四輯專輯中。
5月9日，於5月7日、8日舉行的《SEVENTEEN 2022 JAPAN FANMEETING 'HANABI'》，是SEVENTEEN約時隔2年半在日本舉辦的現場粉絲見面會，2日間共動員6萬人。
5月18日，約時隔2年4個月官方宣布將舉辦第三次世界巡迴《BE THE SUN》，於6月25、26日以高尺天空巨蛋舉辦的首爾場為起點。
5月25日，第九張迷你專輯《Attacca》於Hanteo榜上銷售突破200萬張，SEVENTEEN為韓國第二組達成的藝人。

#### 正規四輯《Face the Sun》及第3次世界巡演《SEVENTEEN WORLD TOUR 'BE THE SUN'》
5月27日，第四張正規專輯《Face the Sun》發行，主打曲為〈HOT〉，首日銷售1,758,565張，為Hanteo榜上首日銷量第3高的專輯。初動銷售為2,067,769張
6月8日，第3次世界巡演《SEVENTEEN WORLD TOUR 'BE THE SUN'》，起站首爾場於高尺天空巨蛋舉辦，2日會員先行及7日一般販售皆全數售罄。
6月9日，Gaon Chart 5月專輯月榜，正規四輯《Face the Sun》以2,239,351張銷售量位於第一名。 
6月13日，正規四輯《Face the Sun》在「Billboard 200」排名第7名，這是SEVENTEEN在該榜首次打入前10名。次週排名23位（銷量：19000張 累計：63000張）。
6月25，Hanteo銷售榜TOP100(2003~2022.06.19)，SEVENTEEN於暢銷藝人排行榜上以銷量10,932,810張，排名第2名，是目前榜上唯二銷售張數破千萬的藝人。
6月28，正規四輯《Face the Sun》在「Billboard 200」排名第92名，是SEVENTEEN首次在該榜單上停留第三週，第四週排名第192名，第7週則於「Billboard 200」排名第187名。為SEVENTEEN首次在「Billboard 200」連續七週在榜專輯，改寫自身於該榜記錄。

#### 正規四輯改版《SECTOR 17》
7月18日，第四張正規改版專輯《SECTOR 17》發行，主打曲為〈_WORLD〉。
7月21日，正規四輯改版《SECTOR 17》首日銷售935,138枚，販賣3天即達到百萬銷售，3日累計為1,032,238張，為SEVENTEEN在HANTEO榜上連續7作達到百萬的專輯。
7月25日，正規四輯改版《SECTOR 17》於HANTEO週榜排名首位，初動銷售為1,126,104張。
7月26日，以正規四輯主打曲〈HOT〉再次入圍美國MTV音樂錄影帶大獎2022的Best K-Pop Video部門獎項，並首次入圍Best New Artist及以第九張迷你專輯主打曲〈Rock with you〉入圍PUSH Performance of the Year獎項，創下自身入圍該頒獎禮最多獎項記錄。
8月1日，正規四輯改版《SECTOR 17》在「Billboard 200」排名第4名。
8月8日，SEVENTEEN第七張迷你專輯主打歌〈LEFT & RIGHT〉MV觀看次數突破一億，成為SEVENTEEN第四支破億MV。
8月10日，《SECTOR 17》第2週於「Billboard 200」排名第61名。
8月28日，憑藉第九張迷你專輯《Attacca》，主打曲〈Rock with you〉獲得美國MTV音樂錄影帶大獎2022的PUSH Performance of the Year獎項，為該獎項創立以來首位獲獎的韓國藝人，亦是他們自身首次獲得美國MTV音樂錄影帶大獎獎項。
10月14日，據當地時間13日公布的「2022 American Music Awards（全美音樂獎）」入圍名單，SEVENTEEN首次入圍「Favorite K-Pop Artist」獎項。

### 2023年

#### 夫碩順單曲一輯《SECOND WIND》
1月8日，官方宣布小分隊夫碩順時隔四年將於2月6日以單曲一輯《SECOND WIND》回歸，並陸續公開概念照、日程表等。
1月14日，SEVENTEEN第四張正規專輯主打歌〈HOT〉MV觀看次數突破一億，成為SEVENTEEN第五支破億MV。
2月6日，夫碩順單曲一輯《SECOND WIND》發行，主打歌為〈파이팅 해야지 (Feat. 이영지)〉，根據Circle Chart累計銷量達785,591張。

#### 迷你十輯《FML》及第4次亞洲巡演《SEVENTEEN TOUR 'FOLLOW'》
3月31日，公布將於4月24日發行第十張迷你專輯《FML》，並依序公開歌單、概念照、預告等，雙主打歌為〈F*ck My Life 〉與〈Super（손오공）〉，〈Super（손오공）〉MV於4月24日公開、〈Fxck My Life〉MV於5月8日公開。並在4月8日至16日於首爾Some Sebit舉行線下活動。
4月4日，尚未公布專輯相關內容的狀況下，僅三天專輯預售已超過218萬張，創自身紀錄。九天後，專輯預購銷售量到達400萬張，超越了正規四輯《FACE THE SUN》206萬7769張的首週銷售量紀錄，是繼防彈少年團後K-POP史上第二張專輯以及首張迷你專輯達到400萬的預購銷售量。專輯發售的前一天，預購銷售量更新到464萬張，打破了防彈少年團推出《MAP OF THE SOUL: 7》的402萬張預購銷售量。
6月7日，SEVENTEEN的首8個絕版專輯將在6月26日重新發售。
7月5日，唱片發行公司YG PLUS透露，第十張迷你專輯《FML》4月24日發售以來已售出620萬張，成功刷新SEVENTEEN自身單張最高銷量紀錄，同時也成為了K-POP歷史上首張銷量突破600萬張的專輯以及目前K-POP歷史上最暢銷的專輯。

#### 迷你十一輯 《SEVENTEENTH HEAVEN》
9月23日，公布將於10月23日發行第十一張迷你專輯《SEVENTEENTH HEAVEN》，並依序公開歌單、概念照、預告等，主打歌為〈God of Music（음악의 신）〉，MV於10月23日公開。

### 2024年
1月29日，官方宣布將於3月底起于韓國仁川、日本大阪與神奈川舉辦安可巡回演唱會《SEVENTEEN TOUR 'FOLLOW' AGAIN》。3月8日，宣布于4月27日至28日追加舉辦首爾場次。
2月23日，官方透過Weverse發布「S.COUPS、淨漢恢復行程」公告，表示從3月起重新參與巡演及團體的預定行程。為避免對受傷部位造成不利影響，在部分表演、行程可能會受限。
3月1日，據新聞報導，S.COUPS因膝蓋十字韌帶破裂，判定為五級體位，毋需入伍服役。

#### 首張精選輯《17 IS RIGHT HERE》及安可巡迴演唱會《SEVENTEEN TOUR 'FOLLOW' AGAIN》
3月30日至31日，安可巡迴演唱會《SEVENTEEN TOUR 'FOLLOW' AGAIN》于仁川亞運主體育場起跑。
4月7日，公布將於在4月29日發行首張精選輯《17 IS RIGHT HERE》，主打歌為〈MAESTRO〉，此外還收錄Hip Hop Team〈LALALI〉、Performance Team〈Spell〉以及Vocal Team〈Cheers to Youth〉等。
4月27日至28日，於首爾世界杯競技場舉辦安可演唱會，首度公開〈MAESTRO〉舞台。5月18日至19日，於大阪長居陸上競技場舉辦安可演唱會。5月25日至26日，《SEVENTEEN TOUR 'FOLLOW' AGAIN》於神奈川日產體育場落幕，SEVENTEEN成為繼東方神起後在日產體育場開唱的第二個K-POP男團，又因該場館作為日本最大規模的演出場館，此次演出意義非凡。此次安可巡迴演唱會共進行了8次大型體育場演出，共吸引38萬人次觀眾。

#### JEONGHAN x WONWOO 單曲一輯《THIS MAN》
5月20日，官方宣布成員淨漢、圓佑將於6月17日發行JxW小分隊單曲一輯《THIS MAN》，隊長由DINO擔任 (非官方小分隊成員)，並依序公開歌單、概念照、預告等。
6月17日，JxW單曲一輯《THIS MAN》發行，主打歌〈Last night（어젯밤）（Guitar by 박주원）〉MV公開，淨漢、圓佑分別發行個人單曲音源〈Beautiful Monster〉及〈Leftover（휴지통）〉。首日銷量為53萬7000張，首週銷量為78萬7046張，成為韓國史上首週專輯銷量最高的團體小分隊。

#### 迷你十二輯《SPILL THE FEELS》及第5次世界亞洲巡演《SEVENTEEN [RIGHT HERE] WORLD TOUR》及日本4th Single『消費期限 (Shohikigen)』
8月5日，官方透過Weverse發布《SEVENTEEN 2024年下半年活動計劃》公告，宣布將於10月攜第十三張迷你專輯回歸，並陸續公開《SEVENTEEN [RIGHT HERE] WORLD TOUR》韓國、美國、日本場次，起跑於高陽體育場。
8月12日，官方透過Weverse發布「淨漢、JUN 2024年下半年活動計劃通知」，表示成員淨漢預計將於今年下半年開始履行兵役義務，難以參加預計於10月開始的迷你十二輯活動以及世界巡演行程，而將正常參加已公告的粉絲簽售會及「Lollapalooza柏林」音樂節演出；成員JUN於下半年在中國並行影視等活動，由於行程衝突將缺席柏林音樂節演出、迷你十二輯打歌活動及世界巡演行程；二人皆已完成大部分可事先準備的拍攝行程。
9月12日，官方於Weverse發布淨漢將於9月26日開始履行兵役義務及公布将于10月14日发行第十二张迷你专辑《SPILL THE FEELS》並依序公開曲目表、概念照、預告等，主打歌為〈LOVE, MONEY, FAME (feat. DJ Khaled)〉。
11月26日，公開第四張日文單曲 《消費期限》，並依序公開概念照、預告等。
12月25日，韓媒報導「Vocal Team」隊長WOOZI以及「Performance Team」隊長HOSHI，來年將組成新子團。

### 2025年

#### 夫碩顺單曲二輯《TELEPARTY》
1月8日，夫碩顺第二張單曲專輯《TELEPARTY》發行，並依序公開歌單、概念照、預告等，主打歌為 ⟨CBZ (Prime time) (청바지)⟩。

#### HOSHI x WOOZI 單曲一輯《BEAM》
3月10日，HOSHI和WOOZI首張單曲專輯《BEAM》發行，並依序公開歌單、概念照、預告等，主打歌為 ⟨96ers (동갑내기)⟩。

#### 正規五輯《HAPPY BURSTDAY》
3月5日，官方於Weverse發布圓佑將於4月3日開始履行兵役義務。
4月6日，SEVENTEEN以11人形式登上墨西哥Tecate Pa'l Norte 2025音樂節表演，成為第一組登上該音樂節的Kpop團體。
5月25日，在出道10週年前夕，於漢江潛水橋舉行了名為BURST STAGE的特殊演出，並首次公開了第五章正規專輯的舞臺。
5月26日，紀念出道10週年的第五張正規《HAPPY BURSTDAY》發行，並依序公開歌單、概念照、預告等，主打歌為 ⟨THUNDER⟩。

#### 日本數位單曲『愛か通り過ぎた跡 (Where love passed)』
6月13日，官方於X發布日本和韓國聯手合作的新劇『初戀DOGs』，主題曲為⟨愛か通り過ぎた跡⟩，發行日期待定。
7月14日，發行數位單曲⟨愛か通り過ぎた跡 (Where love passed)⟩。

#### 第六次世界亞洲巡演巡迴演唱會《SEVENTEEN WORLD TOUR [NEW_] IN》
7月21日，官方於Weverse發布新的巡迴演唱會《SEVENTEEN WORLD TOUR [NEW_]》，因為9月15、16日HOSHI和WOOZI報到服兵役，巡演變成9個人，在仁川的9月13和14日的晚上六點三十開始。

## 音樂作品
| 韓語作品 正規專輯 2016年： Love & Letter / Love & Letter (Repackage) 2017年： TEEN, AGE 2019年： An Ode 2022年： Face the Sun / SECTOR 17 2025年： HAPPY BURSTDAY （ 英语 ： Happy Burstday） 迷你專輯 2015年： 17 CARAT 2015年： BOYS BE 2016年： Going Seventeen 2017年： Al1 2018年： YOU MAKE MY DAY 2019年： YOU MADE MY DAWN 2020年： Heng:garæ 2021年： Your Choice 2021年： Attacca 2023年： FML 2023年： SEVENTEENTH HEAVEN 2024年： SPILL THE FEELS 特別專輯 2018年： DIRECTOR'S CUT 2020年： ; [Semicolon] 精選專輯 2024年： 17 IS RIGHT HERE 單曲專輯 2023年： SECOND WIND （ 英语 ： Second Wind (single album)） (BSS) 2024年： THIS MAN （ 英语 ： This Man (single album)） (JxW) 2025年： TELEPARTY （ 英语 ： Teleparty (single album)） (BSS) 2025年： BEAM (HxW) 單曲 2019年：HIT | 日語作品 正規專輯 2025年：TBA 迷你專輯 2018年： We Make You 2020年： 24H （ 英语 ： 24H (EP)） 2022年： DREAM （ 英语 ： Dream (Seventeen EP)） 精選專輯 2016年：17 Hits 2023年： ALWAYS YOURS （ 英语 ： Always Yours (album)） 單曲專輯 2019年： Happy Ending 2020年： 舞い落ちる花びら (Fallin' Flower)  2021年： ひとりじゃない (Not Alone) （ 英语 ： Not Alone (Seventeen song)） 2021年：あいのちから (Power of Love) -Special Single- 2024年： 消費期限 (Shohikigen)  單曲 2025年：愛が通り過ぎた跡 (Where love passed) | 英語作品 單曲 2022年： Darl+ing 中文作品 單曲專輯 2025年：TBA 單曲 2024年：相遇的意義 韓翻中歌曲 2018年：怎麼辦 (Oh My!) 2019年：家 (Home) |

## 獎項

### 主要音樂節目榜單排名
| 主打歌曲排名成績 | 主打歌曲排名成績 | 主打歌曲排名成績     | 主打歌曲排名成績  | 主打歌曲排名成績       | 主打歌曲排名成績 | 主打歌曲排名成績        | 主打歌曲排名成績     | 主打歌曲排名成績 | 主打歌曲排名成績            |
| 專輯 | 歌曲 | Mnet 《M Countdown》 | KBS2 《音樂銀行》 | MBC 《Show! 音樂中心》 | SBS 《人氣歌謠》 | MBC M 《Show Champion》 | SBS MTV 《THE SHOW》 | 冠軍 次數        | 備註                        |
| 2015年 | 2015年 | 2015年               | 2015年            | 2015年                 | 2015年           | 2015年                  | 2015年               | 2015年           | 2015年                      |
| --- | --- | -------------------- | ----------------- | ---------------------- | ---------------- | ----------------------- | -------------------- | ---------------- | --------------------------- |
| 17 CARAT | Adore U | 11                   | 14                | 46                     | 35               | 13                      | 2                    | 0                | 出道                        |
| BOYS BE | MANSAE | 5                    | 14                | 16                     | 11               | 12                      | 2                    | 0                |                             |
| 2016年 | |                      |                   |                        |                  |                         |                      |                  |                             |
| Love & Letter | Pretty U | 3                    | 3                 |                        | 6                | (1)                     | 2                    | 2                | 初一位                      |
| Love & Letter | VERY NICE | 3                    | 3                 |                        | 3                | 2                       | /                    | 0                | 後續曲                      |
| Going Seventeen | BOOM BOOM | 1                    | 1                 | (HOT3)                 | 2                | 1                       | /                    | 3                | 三台冠軍歌曲                |
| 2017年 | |                      |                   |                        |                  |                         |                      |                  |                             |
| Al1 | Don't Wanna Cry | 1                    | 1                 | 2                      | 4                | (1)                     | (1)                  | 6                | 四台冠軍歌曲                |
| TEEN, AGE | CLAP | 2                    | 1                 | 17                     | 11               | 1                       | /                    | 2                |                             |
| 2018年 | |                      |                   |                        |                  |                         |                      |                  |                             |
| DIRECTOR'S CUT | THANKS | 3                    | 1                 | 9                      | 5                | 1                       | 無打歌放送           | 2                | 后续曲 两台冠军歌曲         |
| 無專輯單曲 | JUST DO IT | /                    | /                 | 36                     | /                | 16                      | 無打歌放送           | 0                | 夫碩顺名義發行              |
| YOU MAKE MY DAY | Oh My! | 1                    | 1                 | 5                      | 5                | 1                       | 無打歌放送           | 3                | 三台冠軍歌曲                |
| 2019年 | |                      |                   |                        |                  |                         |                      |                  |                             |
| YOU MADE MY DAWN | Home | [1]                  | [1]               | 1                      | 1                | (1)                     | 無打歌放送           | 10               | 五台冠軍歌曲                |
| An Ode | HIT | 8                    | 22                | 15                     | 7                | 7                       | 無打歌放送           | 0                | 先行曲                      |
| An Ode | Fear | 1                    | 1                 | 4                      | 2                | 5                       | 無打歌放送           | 2                |                             |
| 2020年 | |                      |                   |                        |                  |                         |                      |                  |                             |
| Heng:garæ | Left & Right | 1                    | 1                 | 1                      | 3                | 1                       | 無打歌放送           | 4                | 四台冠軍歌曲                |
| ; [Semicolon] | HOME;RUN | 1                    | 1                 | 4                      | 1                | 1                       | 無打歌放送           | 4                | 四台冠軍歌曲                |
| 2021年 | |                      |                   |                        |                  |                         |                      |                  |                             |
| Your Choice | Ready to love | 1                    | (1)               | 4                      | 4                | 1                       | 無打歌放送           | 4                | 三台冠軍歌曲                |
| Attacca | Rock with you | 1                    | (1)               | 2                      | 2                | 1                       | 無打歌放送           | 4                | 三台冠軍歌曲                |
| 2022年 | |                      |                   |                        |                  |                         |                      |                  |                             |
| Face the Sun | Darl+ing | 7                    | 33                | 7                      | 21               | /                       | 無打歌放送           | 0                | 先行曲                      |
| Face the Sun | HOT | 1                    | 1                 | 2                      | 3                | 2                       | 無打歌放送           | 2                |                             |
| SECTOR 17 | _WORLD | (1)                  | 1                 | 7                      | 1                | 1                       | 無打歌放送           | 5                | 後續曲 四台冠軍歌曲         |
| 2023年 | |                      |                   |                        |                  |                         |                      |                  |                             |
| SECOND WIND | Fighting | [1]                  | 1                 | (1)                    | 1                | 1                       | 無打歌放送           | 8                | 夫碩順名義發行 五台冠軍歌曲 |
| FML | Super | 1                    | 1                 | 1                      | 1                | 1                       | 無打歌放送           | 5                | 五台冠軍歌曲                |
| FML | F*ck My Life | /                    | 10                | /                      | 7                | /                       | 無打歌放送           | 0                | 副主打                      |
| SEVENTEENTH HEAVEN | God of Music | 1                    | 1                 | 1                      | 1                | 1                       | 無打歌放送           | 5                | 五台冠軍歌曲                |
| 2024年 | |                      |                   |                        |                  |                         |                      |                  |                             |
| 17 IS RIGHT HERE | Maestro | (1)                  | (1)               | 1                      | 2                | 1                       | 無打歌放送           | 6                | 四台冠軍歌曲                |
| THIS MAN | Last Night | 4                    | 3                 | 9                      | 7                | 2                       | 無打歌放送           | 0                | 淨漢 X 圓佑名義發行         |
| SPILL THE FEELS | Love, Money, Fame (feat. DJ Khaled) | 2                    | 1                 | 1                      | 2                | 1                       | 無打歌放送           | 3                | 三台冠軍歌曲                |
| 2025年 | |                      |                   |                        |                  |                         |                      |                  |                             |
| TELEPARTY | CBZ | 2                    | 1                 | 2                      | 3                | /                       | 無打歌放送           | 1                | 夫碩順名義發行              |
| BEAM | 96ers | 2                    | 3                 | 18                     | 5                | 4                       | 無打歌放送           | 0                | HOSHI X WOOZI名義發行       |
| HAPPY BURSTDAY | Thunder | (1)                  | 1                 | (1)                    | 1                | (1)                     | 無打歌放送           | 8                | 五台冠軍歌曲                |
| \| - 「/」表示未有相關資料 - 「(1)」：兩星期冠軍 - 「[1]」：三星期冠軍 - 「 」：該段時期未設立排行榜 - 「*」：打榜中 \| - 「HOT3」：2015年11月21日起，MBC每週選擇三組歌手為該週「HOT3」。 - 「(HOT3)」：兩星期HOT3 - 《Show! 音樂中心》於2017年4月22日恢復頒發一位制度 - 取得《Show Champion》、《M! Countdown》及《人氣歌謠》三週一位後，排名自動除外 \| | |                      |                   |                        |                  |                         |                      |                  |                             |
| - 「/」表示未有相關資料 - 「(1)」：兩星期冠軍 - 「[1]」：三星期冠軍 - 「 」：該段時期未設立排行榜 - 「*」：打榜中 | - 「HOT3」：2015年11月21日起，MBC每週選擇三組歌手為該週「HOT3」。 - 「(HOT3)」：兩星期HOT3 - 《Show! 音樂中心》於2017年4月22日恢復頒發一位制度 - 取得《Show Champion》、《M! Countdown》及《人氣歌謠》三週一位後，排名自動除外 |                      |                   |                        |                  |                         |                      |                  |                             |

| 各台冠軍歌曲獎座統計                                                     | 各台冠軍歌曲獎座統計 | 各台冠軍歌曲獎座統計 | 各台冠軍歌曲獎座統計 | 各台冠軍歌曲獎座統計 | 各台冠軍歌曲獎座統計 |
| Mnet                                                                     | KBS                  | MBC                  | SBS                  | MBC M                | SBS MTV              |
| ------------------------------------------------------------------------ | -------------------- | -------------------- | -------------------- | -------------------- | -------------------- |
| 23                                                                       | 25                   | 10                   | 7                    | 22                   | 2                    |
| 一位總數：89 三台冠軍歌曲總數：5 四台冠軍歌曲總數：5 五台冠軍歌曲總數：5 |                      |                      |                      |                      |                      |

## 延伸閱讀
- Puzzle SEVENTEEN

## 註解
1. ↑  英文大小寫參照官方網站
2. ↑  除特別注明，漢字正名皆來自SEVENTEEN官網中文版於2018.03.29更新之資料。英文全名與韓文或漢語拼音轉寫有異者，附加一行記載。
3. ↑  出生於河南市，但成長期間居住於南楊州市和道邑倉峴里。
4. ↑  現為慶尚南道昌原市義昌區八龍洞。
5. ↑  出生於首爾特別市麻浦區，但成長期間居住於京畿道龍仁市水枝區新鳳洞。
6. ↑  出生於釜山廣域市，但成長期間居住於濟州特別自治道濟州市。
7. ↑  SEVENTEEN官網及華納音樂作崔韓率，但本人正名為瀚（訓讀클）。
8. ↑  出生於美國紐約，但成長期間居住於南韓首爾特別市麻浦區。
9. ↑  音樂中心於宣傳期間因罷工停播

## 外部連結
| - （）SEVENTEEN 官方網站（韓國） - （日語）SEVENTEEN 官方網站（日本） - （）SEVENTEEN 官方YouTube頻道（韓國） - （日語）SEVENTEEN 官方YouTube頻道（日本） - （）SEVENTEEN 官方X帳戶（韓國） - （日語）SEVENTEEN 官方X帳戶（日本） - （）SEVENTEEN 官方Facebook專頁 - （）SEVENTEEN 官方Instagram帳戶 - （中文）SEVENTEEN 官方新浪微博 - （中文）SEVENTEEN 官方bilibili頻道 - （中文）SEVENTEEN 官方抖音 - （）SEVENTEEN 官方TikTok - （）SEVENTEEN 官方SoundCloud - （）SEVENTEEN 官方V LIVE - （）SEVENTEEN 官方Weverse - （）SEVENTEEN 官方Daum Cafe | - （中文）JUN 個人新浪微博 - （中文）THE 8 個人新浪微博 - （中文）JUN 個人抖音 - （中文）THE 8 個人抖音 - （）S.COUPS 個人Instagram - （）淨漢 個人Instagram - （）JOSHUA 個人Instagram - （）JUN 個人Instagram - （）HOSHI 個人Instagram - （）圓佑 個人Instagram - （）WOOZI 個人Instagram - （）THE 8 個人Instagram - （）玟奎 個人Instagram - （）DK 個人Instagram - （）勝寛 個人Instagram - （）Vernon 個人Instagram - （）DINO 個人Instagram |